# Hore (Liturgie)
Hore (lat. hora „Stunde, Zeit“) ist in der kirchlichen Liturgie die Bezeichnung für einen selbständigen Teil des Stundengebetes. Eine andere Bezeichnung für die Horen ist „Tagzeiten“. 
Der offizielle Begriff für das Stundengebet ist Divinum officium („göttlicher Dienst“) oder liturgia horarum („Tagzeitenliturgie“), bestehend aus den horae canonicae („kanonische Horen“). Die von einzelnen Liturgiewissenschaftlern vorgeschlagene deutsche Bezeichnung „Horenliturgie“ setzte sich nicht durch.
Das römische Stundengebet umfasst nach der Reform durch das Zweite Vatikanische Konzil die folgenden Horen: 
- Lesehore
- Laudes
- Terz
- Sext (gegen Mittag)
- Non
- Vesper
- Komplet

Das Konzil bestimmte: „Da die Heiligung des Tages Ziel des Stundengebetes ist, soll die überlieferte Folge der Gebetsstunden (horae) so neugeordnet werden, dass die Horen so weit wie möglich ihren zeitgerechten Ansatz wiedererhalten. Dabei soll zugleich den heutigen Lebensverhältnissen Rechnung getragen werden, in denen vor allem jene leben, die apostolisch tätig sind.“
Durch das Stundengebet wird der Tag ungefähr in einen 3-Stunden-Rhythmus strukturiert, beginnend am Morgen gegen sechs Uhr. Die erste Hore des Tages wird eröffnet durch das Invitatorium. Die früher nächtliche Matutin wurde zur Lesehore, die zu jeder beliebigen Stunde des Tages gebetet werden kann; sie enthält jetzt weniger Psalmen und mehr Lesungen. Laudes und Vesper (die horae praecipuae) sind die „wichtigsten Horen“ als Morgen- und Abendgebet und „doppelter Angelpunkt des kirchlichen Stundengebets“. Die Prim ist entfallen. Terz, Sext und Non stellen die sogenannten „Kleinen Horen“ dar, von denen für Priester und apostolische Orden nur eine verpflichtend ist, die nach der Tageszeit passend ausgewählt werden soll („Tageshore“ oder „Mittagshore“). Die Komplet ist die Hore zum Tagesabschluss.